# Joanna de Lothen
Joanna de Lothen, va ser una monja del segle xii, era la prior del monestir de Lothen a Alemanya.
És recordada pel seu treball sobre tapís. Al voltant de l'any 1200, Joanna, juntament amb dues de les seves monges anomenades Alheidis i Reglindis, feien una sèrie de tapissos. Els tapissos van ser ben vistos, i s'han descrit com brillants. Les escenes que apareixen en ells expliquen la història de la tumultuosa vida del monestir.